# Kolumbiai labdarúgó-válogatott
A kolumbiai labdarúgó-válogatott Kolumbia nemzeti labdarúgócsapata, amelyet a kolumbiai labdarúgó-szövetség (spanyolul: Federación Colombiana de Futból) irányít.
Kolumbia labdarúgó-válogatottja 1930 és 1954 között nem indult világbajnoki selejtezőkön, de ez idő alatt is részt vett egyéb kupasorozatokban. Ilyen volt a Közép-amerikai Kupa, amit 1946-ban, majd 1970-ben is megnyertek. A nemzeti tizenegy csak 1938-ban mutatkozott be, és eleinte sovány sikereket ért el. 1949 és 1957 között egyáltalán nem játszottak nemzetközi mérkőzést. A FIFA 1950-1954 között mint szakadár szervezetet kizárta soraiból. 1965-ben újabb szakadár szövetség alakult, a FIFA-nak közbe kellett avatkoznia, és gyakorlatilag 1971-ig direkt irányítása alá vonta a kolumbiai labdarúgást.
Világbajnokságon először 1962-ben szerepeltek. Az 1990-es években első sikeres korszakukat élték. Sorozatban három világbajnokságra (1990, 1994, 1998) is kijutottak. 2002 és 2010 között nem sikerült részt venniük egyetlen világbajnokságon sem. A 2014-es tornán a negyeddöntőig jutottak.
2001-ben megnyerték a hazai pályán rendezett Copa Américát.

## A válogatott története

### Korai évek
A kolumbiai válogatott első mérkőzését 1938. február 10-én játszotta Mexikó ellen Panamavárosban. A csapat tagjainak jelentős része a Club Juventud Bogotana (Millonarios) együtteséből került ki. Még ugyanebben az évben részt vettek a bolivári játékokon, ahol a negyedik helyen végeztek. Az argentin Fernando Paternoster volt ekkor a szövetségi kapitány. Az 1938-as világbajnokság selejtezőitől visszaléptek.
Kolumbia egészen 1945-ig nem játszott egyetlen mérkőzést sem. Abban az évben elindultak a Dél-amerikai bajnokságon, ahol az ötödik helyet szerezték meg. 1949-ben sajátos módon bevezették a profizmust, ezért az 1954-es világbajnokság selejtezőiben nem vehettek részt, mert a FIFA kizárta őket. Ezt az időszakot nevezik El Doradonak.
Világbajnoki selejtezőkben 1958-ban indultak először. Uruguay ellen Bogotában 1–1-s döntetlent játszottak, majd a visszavágót Montevideóban Uruguay nyerte 1–0-ra. Hazai pályán Paraguay is megverte őket 3–2-re, majd a visszavágón Asunciónban 3–0-ra kikaptak.
Az 1962-es világbajnokság selejtezőben két meccset játszottak Peru ellen. Az első találkozót 1–0-ra megnyerték, míg a visszavágó 1–1-s döntetlennel ért véget. A világbajnoki nyitómeccsükön 2–1-re kikaptak a korábbi kétszeres világbajnok Uruguay ellen. Ezután következett a Szovjetunió elleni összecsapás, ahol 4–4-s végeredmény született, úgy, hogy a szovjetek már 4-1-re is vezettek. Az utolsó csoportmérkőzésen aztán kiütéses 5–0-s vereséget szenvedtek Jugoszlávia válogatottjától.

### Világbajnoki részvétel nélküli időszak

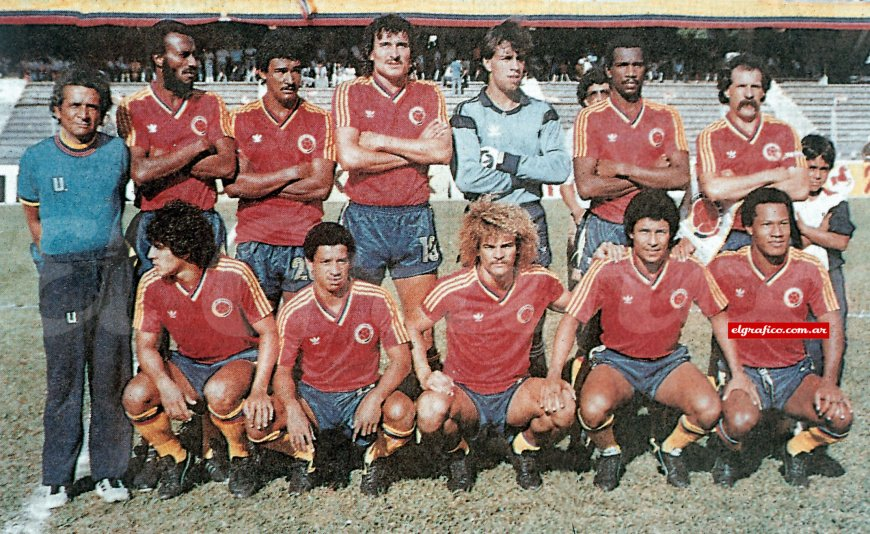
A kolumbiai válogatott 1985-ben

Az 1966-os labdarúgó-világbajnokság selejtezőiben Kolumbia második helyen végzett Chile és Ecuador mögött. Az 1974-es vb-ről rosszabb gólkülönbségük miatt maradtak le Uruguay mögött. Az 1975-ös Copa América döntőjében 2–0-s vereséget szenvedtek Peru ellen. Az 1978-as és az 1982-es világbajnokság selejtezőiben győzelem nélkül csoportjuk utolsó helyén végeztek.
A FIFA 1974-ben határozott arról, hogy az 1986-os világbajnokságot Kolumbia rendezheti meg. Azonban 1982 végén a kolumbiai vezetés bejelentette, hogy nem tudják megrendezni a tornát. A FIFA döntéshelyzetbe került, és Kanadát és az Egyesült Államokat megelőzve Mexikót választották a világbajnokság helyszínéül. A 86-os vb selejtezőiben bejutottak a rájátszásba, de ott összesítésen 4–2 arányban alulmaradtak Paraguayjal szemben.

### 1990-es évek

A kolumbiai válogatott az 1990-es világbajnokságon

Az 1990-es világbajnokság selejtezőiben Dél-Amerika 3 és fél helyet kapott, ami azt jelentette, hogy három válogatott biztosan részt vesz majd a világbajnokságon, egy pedig pótselejtezőt játszik. A három biztos kijutó közül az egyik Argentína volt, mivel ők voltak a világbajnoki címvédők és nem kellett selejtezőt játszaniuk. A maradék kilenc válogatottat 3 csoportba sorolták, ahonnan a két legjobb csoportgyőztes, nevezetesen Brazília és Uruguay automatikusan résztvevők lettek, Kolumbia pedig interkontinentális selejtezőt játszott az óceániai térség győztesével, aki furcsa mód Izrael volt, megelőzve Ausztráliát és Új-Zélandot. Kolumbia Baranquillában 1–0-ra győzött és a visszavágón már a 0–0-s döntetlen is elég volt számukra, így 1962 után ismét világbajnokságon vehettek részt.
A csoportkörben Bernardo Redín és Carlos Valderrama góljaival 2–0-ra legyőzték az Arab Emírségeket, aztán 1–0-s vereséget szenvedtek Jugoszlávia válogatottjától. Végezetül a zárókörben 1–1-es döntetlent értek el a későbbi világbajnok NSZK ellen, úgy, hogy Freddy Rincón a 93. percben egyenlített.
A legjobb 16 között következett Kamerun. A rendes játékidő 0–0-s eredményt hozott. A hosszabbításban a kolumbiai kapus René Higuita szórakozásának köszönhetően megszerezte a vezetést Kamerun Roger Milla révén, történt ugyanis, hogy a kapus a saját kapujától 32 méterre próbált védőt játszani és rossz helyre passzolta a labdát. A kolumbiaiak végül a 115. percben Redín találatával szépítettek, de ez már kevés volt, így kiestek.
Az 1994-es világbajnokság selejtezőiben Kolumbia veretlenül megnyerte a csoportját. Argentína ellen Buenos Airesben történelmi jelentőségű 5–0-s győzelmet arattak. A világbajnokságon az A csoportba kerültek. Az első mérkőzésükön 3–1-es vereséget szenvedtek Románia ellen. Florin Răducioiu és Gheorghe Hagi találtak be az egyik oldalon, kolumbiai részről Adolfo Valencia volt eredményes. A második mérkőzésen a házigazda amerikai válogatott volt az ellenfél, ami egy tragikus öngólról marad mindmáig emlékezetes. Egy beadásba rakta bele a lábát a kolumbiai védő Andrés Escobar és a saját kapujába továbbította a labdát. Később Earnie Stewart révén újabb gólt szereztek a hazaiak és 2–1-re győztek. Az utolsó mérkőzésén Kolumbia 2–0-ra legyőzte Svájcot, de mindez már kevés volt a továbbjutáshoz. A világbajnokság után sajnos nem múlt el következmények nélkül Escobar öngólja és egy Medellíni szórakozóhelyen meggyilkolták.
Az 1998-as világbajnokságra módosítottak a dél-amerikai zóna (CONMEBOL) selejtezőinek lebonyolításán. Mégpedig azt a határozatot hozták, hogy mind a 10 válogatott oda-vissza játszik egymással. Ez alól kivétel volt Brazília, mivel világbajnoki címvédőként nem kellett selejtezőt játszania. A selejtezők után 4 válogatott kvalifikálta magát a világbajnokságra.
Csakúgy mint 1994-ben ismét összekerült a román és a kolumbiai válogatott. Ezúttal is a románok diadalmaskodtak, igaz nem olyan simán, mint az előző vb-n, de Adrian Ilie góljával 1–0-ra győztek. Második csoportmérkőzésen javítottak a dél-amerikaiak, 1–0-ra győztek Tunézia ellen Léider Preciado góljával. Az utolsó meccsen Anglia volt az ellenfél és bár az angoloknak elég lett volna egy döntetlen Darren Anderton 20. percben szerzett találatával és David Beckham 27 méteres szabadrúgásgóljával 2–0-ra győztek. Kolumbia így 3 ponttal kiesett.

### 2001-es Copa América
A 2001-es Copa América házigazdája Kolumbia volt. Ez volt az első alkalom, hogy rendezője volt a kupasorozatnak. A torna azonban nem indult zökkenőmentesen. A tervezett kezdés előtt nem sokkal, június 28-án politikai okok miatt elvették a rendezés jogát Kolumbiától, majd június 30-án visszaadták és a tornát 2002-re halasztották. Végül július 5-én úgy döntöttek, hogy az eredeti tervek szerint megrendezik. Július 6-án Kanada, majd július 10-én Argentína is visszalépett, helyettük a CONCACAF-zónából Costa Rica és Honduras beugróként vett részt. Kolumbia mind a három csoportmérkőzését megnyerte. A negyeddöntőben Víctor Aristizábal két illetve Giovanni Hernandez góljával magabiztos 3–0-s kolumbiai siker született Peru ellen. A elődöntőben Honduras ellen öt perc elteltével szereztek vezetést Gerardo Bedoya révén, amit Victor Aristizábal duplázott meg. A döntőben Mexikóval találkoztak és Iván Córdoba góljával 1–0-ra győztek, így Kolumbia első alkalommal nyerte meg a Copa Américát.

### 2002–2010, sikertelen selejtezők
A 2002-es világbajnokság selejtezőiben Kolumbia csak a 6. helyen végzett, ami azt jelentette, hogy nem jutottak ki a világbajnokságra. A csoportban 27 ponttal végeztek csakúgy, mint az Uruguayiak, de rosszabb gólkülönbségüknek miatt lemaradtak a pótselejtezőt érő pozícióról.

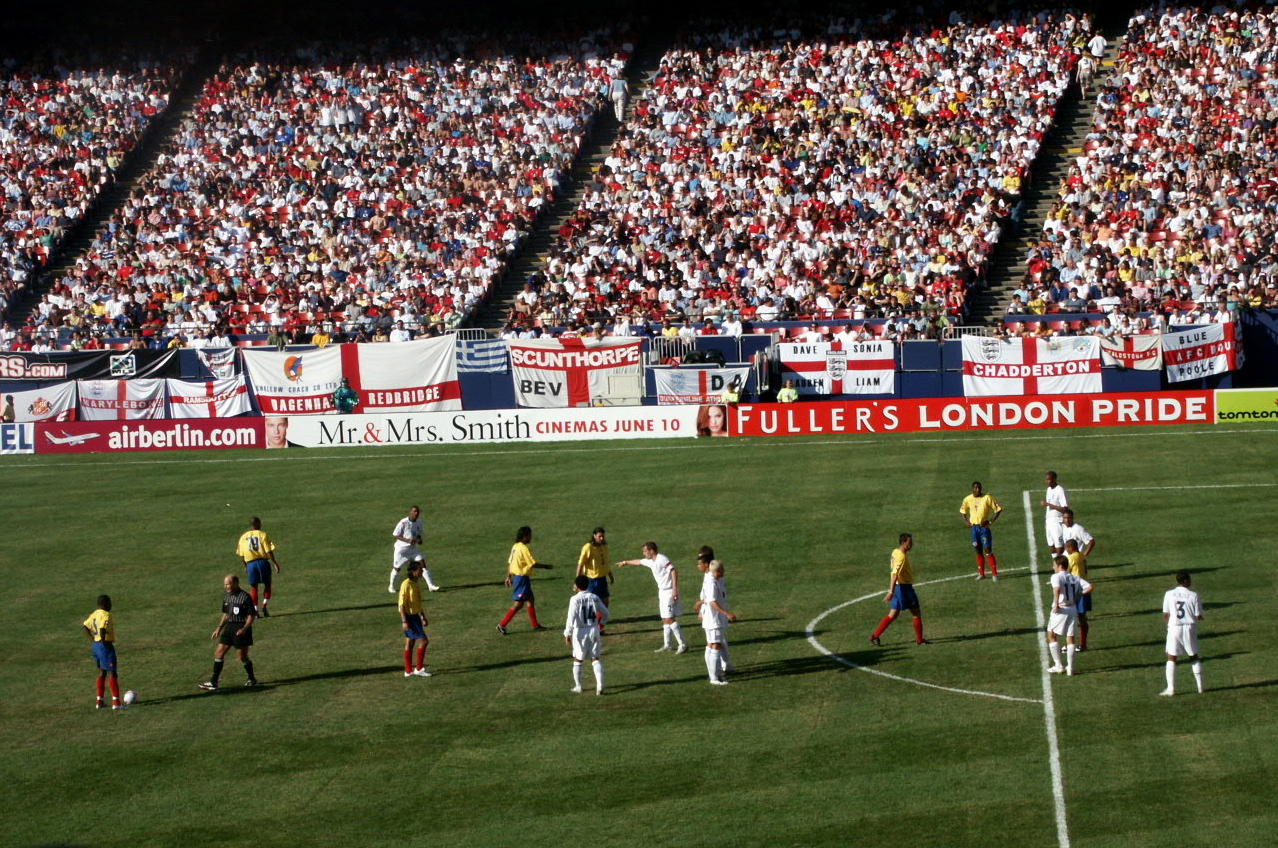
Kolumbia-Anglia barátságos mérkőzés, New Jerseyben, az Egyesült Államokban. (2005. június 1.)

A 2006-os világbajnokság selejtezőinek első négy mérkőzésén a korábbi szövetségi kapitány Francisco Maturana foglalt a kispadon. Azért csak ilyen keveset, mert borzasztó rosszul kezdődtek a selejtezők Kolumbia számára. Hazai vereség Brazíliától, 4–0-s kiütés Bolíviában, ismét fájó hazai vereség Venezuelától és végül csak egy 1–1-es döntetlen az Albiceleste (Argentína) ellen. Ekkor köszönte meg a szövetség Maturananak a munkát és a helyére Reinaldo Ruedát jelölte ki új kapitánynak. Feljavult a válogatott és olykor közönségszórakoztató meccseket is játszott ilyen volt például Az Uruguay és Peru elleni 5–0-s hazai siker. A hajrára még 3 válogatott pályázott a pótselejtezőt érő pozícióra. Uruguay 22, Kolumbia és Chile 21 ponttal álltak a záró kör előtt. A kolumbiaiak abban reménykedtek, hogy sikerül győzniük Asunciónban, a chileiek és az uruk pedig vereséget szenvednek. Bár igaz Kolumbiának sikerült 1–0-ra győzni Paraguayban, mégsem lépett előre a táblázaton, mivel Uruguay legyőzte Argentínát. Így csak úgy, mint 2002-ben ismét a 25 pontos Uruguay mögött végeztek a tabellán 24 ponttal. A 2010-es világbajnokságról szintén lemaradtak, miután csak a hetedik helyen végeztek a selejtezőcsoportban.
A 2011-es Copa Américán csoportjukat megnyerve jutottak be a negyeddöntőbe, ahol hosszabbítás után 2–0-ra kikaptak Perutól. Hernán Darío Gómez nem sokkal később távozott, helyére a korábbi válogatott játékos Leonel Álvarez lett kinevezve szövetségi kapitánynak. A gyenge teljesítmény miatt azonban Álvarezt mindössze három mérkőzés után leváltották. Az új kapitány az argentin José Pékerman lett. Irányításával 16 év után Kolumbia ismét kijutott a világbajnokságra.

### 2014-es világbajnokság
A Brazíliában rendezett 2014-es világbajnokságra a CONMEBOL-zónából második helyen jutott ki Kolumbia. A csoportkörben Görögországot 3–0-ra, Elefántcsontpartot 2–1-re, Japánt pedig 4–1-re győzte le, így csoportelsőként és hibátlan teljesítménnyel jutott a nyolcaddöntőbe. A legjobb 16 között Uruguay volt az ellenfél, akit 2-0 arányban kiejtettek. Kolumbia története során először jutott világbajnokságon a negyeddöntőbe, ahol 2–1-re kikaptak a házigazda Brazíliától. Végül a tornán ötödik helyen zárt lett a kolumbiai csapat, ami a legjobb eredménye a világbajnokságok történetében. James Rodríguez 6 góljával a torna legeredményesebb játékosa lett.

## Nemzetközi eredmények
Copa América
- Bajnok: 1 alkalommal (2001)
- Ezüstérmes: 1 alkalommal (1975)
- Bronzérmes: 4 alkalommal (1987, 1993, 1995, 2021)
- 4. hely: 2 alkalommal (1991, 2004)

Konföderációs kupa
- 4. hely: 1 alkalommal (2003)

CONCACAF-aranykupa
- Döntős: 1 alkalommal (2000)
- 3. hely: 1 alkalommal (2005)

| Év       | Eredmény      | Hely          | J             | Gy            | D             | V             | Rg            | Kg            |
| -------- | ------------- | ------------- | ------------- | ------------- | ------------- | ------------- | ------------- | ------------- |
| 1930     | Nem létezett  | Nem létezett  | Nem létezett  | Nem létezett  | Nem létezett  | Nem létezett  | Nem létezett  | Nem létezett  |
| 1934     | Nem létezett  | Nem létezett  | Nem létezett  | Nem létezett  | Nem létezett  | Nem létezett  | Nem létezett  | Nem létezett  |
| 1938     | Visszalépett  | Visszalépett  | Visszalépett  | Visszalépett  | Visszalépett  | Visszalépett  | Visszalépett  | Visszalépett  |
| 1950     | Nem indult    | Nem indult    | Nem indult    | Nem indult    | Nem indult    | Nem indult    | Nem indult    | Nem indult    |
| 1954     | Nem indult    | Nem indult    | Nem indult    | Nem indult    | Nem indult    | Nem indult    | Nem indult    | Nem indult    |
| 1958     | Nem jutott be | Nem jutott be | Nem jutott be | Nem jutott be | Nem jutott be | Nem jutott be | Nem jutott be | Nem jutott be |
| 1962     | Csoportkör    | 14.           | 3             | 0             | 1             | 2             | 5             | 11            |
| 1966     | Nem jutott be | Nem jutott be | Nem jutott be | Nem jutott be | Nem jutott be | Nem jutott be | Nem jutott be | Nem jutott be |
| 1970     | Nem jutott be | Nem jutott be | Nem jutott be | Nem jutott be | Nem jutott be | Nem jutott be | Nem jutott be | Nem jutott be |
| 1974     | Nem jutott be | Nem jutott be | Nem jutott be | Nem jutott be | Nem jutott be | Nem jutott be | Nem jutott be | Nem jutott be |
| 1978     | Nem jutott be | Nem jutott be | Nem jutott be | Nem jutott be | Nem jutott be | Nem jutott be | Nem jutott be | Nem jutott be |
| 1982     | Nem jutott be | Nem jutott be | Nem jutott be | Nem jutott be | Nem jutott be | Nem jutott be | Nem jutott be | Nem jutott be |
| 1986     | Nem jutott be | Nem jutott be | Nem jutott be | Nem jutott be | Nem jutott be | Nem jutott be | Nem jutott be | Nem jutott be |
| 1990     | Nyolcaddöntő  | 14.           | 4             | 1             | 1             | 2             | 4             | 4             |
| 1994     | Csoportkör    | 19.           | 3             | 1             | 0             | 2             | 4             | 5             |
| 1998     | Csoportkör    | 21.           | 3             | 1             | 0             | 2             | 1             | 3             |
| 2002     | Nem jutott be | Nem jutott be | Nem jutott be | Nem jutott be | Nem jutott be | Nem jutott be | Nem jutott be | Nem jutott be |
| 2006     | Nem jutott be | Nem jutott be | Nem jutott be | Nem jutott be | Nem jutott be | Nem jutott be | Nem jutott be | Nem jutott be |
| 2010     | Nem jutott be | Nem jutott be | Nem jutott be | Nem jutott be | Nem jutott be | Nem jutott be | Nem jutott be | Nem jutott be |
| 2014     | Negyeddöntő   | 5.            | 5             | 4             | 0             | 1             | 12            | 4             |
| 2018     | Nyolcaddöntő  | 9.            | 4             | 2             | 1             | 1             | 6             | 3             |
| 2022     | Nem jutott be | Nem jutott be | Nem jutott be | Nem jutott be | Nem jutott be | Nem jutott be | Nem jutott be | Nem jutott be |
| Összesen | Negyeddöntő   | 6/20          | 22            | 9             | 3             | 10            | 32            | 30            |

| Év       | Eredmény      | Hely          | M             | Gy            | D             | V             | Rg            | Kg            |
| 1992     | Nem jutott be | Nem jutott be | Nem jutott be | Nem jutott be | Nem jutott be | Nem jutott be | Nem jutott be | Nem jutott be |
| 1995     | Nem jutott be | Nem jutott be | Nem jutott be | Nem jutott be | Nem jutott be | Nem jutott be | Nem jutott be | Nem jutott be |
| 1997     | Nem jutott be | Nem jutott be | Nem jutott be | Nem jutott be | Nem jutott be | Nem jutott be | Nem jutott be | Nem jutott be |
| 1999     | Nem jutott be | Nem jutott be | Nem jutott be | Nem jutott be | Nem jutott be | Nem jutott be | Nem jutott be | Nem jutott be |
| 2001     | Nem jutott be | Nem jutott be | Nem jutott be | Nem jutott be | Nem jutott be | Nem jutott be | Nem jutott be | Nem jutott be |
| 2003     | Elődöntő      | 4.            | 5             | 2             | 0             | 3             | 5             | 4             |
| 2005     | Nem jutott be | Nem jutott be | Nem jutott be | Nem jutott be | Nem jutott be | Nem jutott be | Nem jutott be | Nem jutott be |
| 2009     | Nem jutott be | Nem jutott be | Nem jutott be | Nem jutott be | Nem jutott be | Nem jutott be | Nem jutott be | Nem jutott be |
| 2013     | Nem jutott be | Nem jutott be | Nem jutott be | Nem jutott be | Nem jutott be | Nem jutott be | Nem jutott be | Nem jutott be |
| 2017     | Nem jutott be | Nem jutott be | Nem jutott be | Nem jutott be | Nem jutott be | Nem jutott be | Nem jutott be | Nem jutott be |
| Összesen | Elődöntő      | 1/10          | 5             | 2             | 0             | 3             | 5             | 5             |

| Dél-Amerika bajnokság | Dél-Amerika bajnokság | Dél-Amerika bajnokság | Dél-Amerika bajnokság | Dél-Amerika bajnokság | Dél-Amerika bajnokság | Dél-Amerika bajnokság | Dél-Amerika bajnokság | Dél-Amerika bajnokság |
| Év                    | Eredmény              | Hely                  | M                     | Gy                    | D                     | V                     | RG                    | KG                    |
| --------------------- | --------------------- | --------------------- | --------------------- | --------------------- | --------------------- | --------------------- | --------------------- | --------------------- |
| 1916                  | Nem vett részt        | Nem vett részt        | Nem vett részt        | Nem vett részt        | Nem vett részt        | Nem vett részt        | Nem vett részt        | Nem vett részt        |
| 1917                  | Nem vett részt        | Nem vett részt        | Nem vett részt        | Nem vett részt        | Nem vett részt        | Nem vett részt        | Nem vett részt        | Nem vett részt        |
| 1919                  | Nem vett részt        | Nem vett részt        | Nem vett részt        | Nem vett részt        | Nem vett részt        | Nem vett részt        | Nem vett részt        | Nem vett részt        |
| 1920                  | Nem vett részt        | Nem vett részt        | Nem vett részt        | Nem vett részt        | Nem vett részt        | Nem vett részt        | Nem vett részt        | Nem vett részt        |
| 1921                  | Nem vett részt        | Nem vett részt        | Nem vett részt        | Nem vett részt        | Nem vett részt        | Nem vett részt        | Nem vett részt        | Nem vett részt        |
| 1922                  | Nem vett részt        | Nem vett részt        | Nem vett részt        | Nem vett részt        | Nem vett részt        | Nem vett részt        | Nem vett részt        | Nem vett részt        |
| 1923                  | Nem vett részt        | Nem vett részt        | Nem vett részt        | Nem vett részt        | Nem vett részt        | Nem vett részt        | Nem vett részt        | Nem vett részt        |
| 1924                  | Nem vett részt        | Nem vett részt        | Nem vett részt        | Nem vett részt        | Nem vett részt        | Nem vett részt        | Nem vett részt        | Nem vett részt        |
| 1925                  | Nem vett részt        | Nem vett részt        | Nem vett részt        | Nem vett részt        | Nem vett részt        | Nem vett részt        | Nem vett részt        | Nem vett részt        |
| 1926                  | Nem vett részt        | Nem vett részt        | Nem vett részt        | Nem vett részt        | Nem vett részt        | Nem vett részt        | Nem vett részt        | Nem vett részt        |
| 1927                  | Nem vett részt        | Nem vett részt        | Nem vett részt        | Nem vett részt        | Nem vett részt        | Nem vett részt        | Nem vett részt        | Nem vett részt        |
| 1929                  | Nem vett részt        | Nem vett részt        | Nem vett részt        | Nem vett részt        | Nem vett részt        | Nem vett részt        | Nem vett részt        | Nem vett részt        |
| 1935                  | Nem vett részt        | Nem vett részt        | Nem vett részt        | Nem vett részt        | Nem vett részt        | Nem vett részt        | Nem vett részt        | Nem vett részt        |
| 1937                  | Visszalépett          | Visszalépett          | Visszalépett          | Visszalépett          | Visszalépett          | Visszalépett          | Visszalépett          | Visszalépett          |
| 1939                  | Visszalépett          | Visszalépett          | Visszalépett          | Visszalépett          | Visszalépett          | Visszalépett          | Visszalépett          | Visszalépett          |
| 1941                  | Visszalépett          | Visszalépett          | Visszalépett          | Visszalépett          | Visszalépett          | Visszalépett          | Visszalépett          | Visszalépett          |
| 1942                  | Visszalépett          | Visszalépett          | Visszalépett          | Visszalépett          | Visszalépett          | Visszalépett          | Visszalépett          | Visszalépett          |
| 1945                  | Ötödik hely           | 5.                    | 6                     | 1                     | 1                     | 4                     | 7                     | 25                    |
| 1946                  | Visszalépett          | Visszalépett          | Visszalépett          | Visszalépett          | Visszalépett          | Visszalépett          | Visszalépett          | Visszalépett          |
| 1947                  | Nyolcadik hely        | 8.                    | 7                     | 0                     | 2                     | 5                     | 2                     | 19                    |
| 1949                  | Nyolcadik hely        | 8.                    | 7                     | 0                     | 2                     | 5                     | 4                     | 23                    |
| 1953                  | Visszalépett          | Visszalépett          | Visszalépett          | Visszalépett          | Visszalépett          | Visszalépett          | Visszalépett          | Visszalépett          |
| 1955                  | Visszalépett          | Visszalépett          | Visszalépett          | Visszalépett          | Visszalépett          | Visszalépett          | Visszalépett          | Visszalépett          |
| 1956                  | Visszalépett          | Visszalépett          | Visszalépett          | Visszalépett          | Visszalépett          | Visszalépett          | Visszalépett          | Visszalépett          |
| 1957                  | Ötödik hely           | 5.                    | 6                     | 2                     | 0                     | 4                     | 10                    | 25                    |
| 1959                  | Visszalépett          | Visszalépett          | Visszalépett          | Visszalépett          | Visszalépett          | Visszalépett          | Visszalépett          | Visszalépett          |
| 1959                  | Visszalépett          | Visszalépett          | Visszalépett          | Visszalépett          | Visszalépett          | Visszalépett          | Visszalépett          | Visszalépett          |
| 1963                  | hetedik hely          | 7.                    | 6                     | 0                     | 1                     | 5                     | 10                    | 19                    |
| 1967                  | Nem jutott be         | Nem jutott be         | Nem jutott be         | Nem jutott be         | Nem jutott be         | Nem jutott be         | Nem jutott be         | Nem jutott be         |
| Összesen              | Ötödik hely           | 5/29                  | 32                    | 3                     | 6                     | 23                    | 33                    | 111                   |

| Copa América | Copa América | Copa América | Copa América | Copa América | Copa América | Copa América | Copa América | Copa América |
| Év           | Eredmény     | Hely         | M            | Gy           | D            | V            | RG           | KG           |
| ------------ | ------------ | ------------ | ------------ | ------------ | ------------ | ------------ | ------------ | ------------ |
| 1975         | Döntő        | 2.           | 9            | 6            | 0            | 3            | 11           | 5            |
| 1979         | Csoportkör   | 5.           | 4            | 2            | 1            | 1            | 5            | 2            |
| 1983         | Csoportkör   | 7.           | 4            | 1            | 2            | 1            | 5            | 5            |
| 1987         | Elődöntő     | 3.           | 4            | 3            | 0            | 1            | 8            | 3            |
| 1989         | Csoportkör   | 6.           | 4            | 1            | 2            | 1            | 5            | 4            |
| 1991         | Elődöntő     | 4.           | 7            | 2            | 2            | 3            | 5            | 6            |
| 1993         | Elődöntő     | 3.           | 6            | 3            | 2            | 1            | 6            | 4            |
| 1995         | Elődöntő     | 3.           | 6            | 3            | 1            | 2            | 7            | 8            |
| 1997         | Negyeddöntő  | 8.           | 4            | 1            | 0            | 3            | 6            | 7            |
| 1999         | Negyeddöntő  | 5.           | 4            | 3            | 0            | 1            | 8            | 4            |
| 2001         | Győztes      | 1.           | 6            | 6            | 0            | 0            | 11           | 0            |
| 2004         | Elődöntő     | 4.           | 6            | 3            | 1            | 2            | 7            | 7            |
| 2007         | Csoportkör   | 9.           | 3            | 1            | 0            | 2            | 3            | 9            |
| 2011         | Negyeddöntő  | 6.           | 4            | 2            | 1            | 1            | 3            | 2            |
| 2015         | Negyeddöntő  | 6.           | 4            | 1            | 2            | 1            | 1            | 1            |
| 2016         | Elődöntő     | 3.           | 6            | 3            | 1            | 2            | 7            | 6            |
| 2019         | Negyeddöntő  | 5.           | 4            | 3            | 1            | 0            | 4            | 0            |
| 2021         | Elődöntő     | 3.           | 7            | 2            | 3            | 2            | 7            | 7            |
| Összesen     | 1 győzelem   | 18/18        | 92           | 45           | 21           | 26           | 112          | 82           |

## Mezek a válogatott története során
A kolumbiai labdarúgó-válogatott hagyományos szerelése a kolumbiai zászló színeinek megfelelően sárga mez, kék nadrág és piros sportszár. Volt időszak, amikor a piros volt az első számú mez színe. A váltómez leggyakrabban kék mezből, fehér nadrágból és kék sportszárból áll.
| 1938 | 1957–1960 | 1960–1961 | 1962–1965 | 1971–1974 | 1975–1979 | 1980–1981 | 1982–1984 | 1985 |  |

| 1985–1986 | 1987 | 1988–1989 | 1990 | 1991 |  | 1992 | 1993–1997 | 1998–2000 | 2001–2002 |

| 2003–2004 | 2004–2007 | 2007–2009 | 2009–2010 | 2011 | 2011–2012 | 2013 | 2014 | 2015 |

Idegenbeli
| 1957–1960 | 1960–1961 | 1962–1965 | 1971–1974 | 1975–1979 | 1980–1981 | 1982–1984 | 1985 | 1985–1986 |  |

| 1987 | 1988–1989 | 1990 | 1991 | 1992 | 1993–1997 | 1998–2000 | 2001–2002 | 2003–2004 |  |

| 2004–2007 | 2007–2009 | 2009–2010 | 2011 | 2012 | 2013 | 2014 | 2015 |

## Játékosok

### Játékoskeret
A  2019-es Copa Américára nevezett 23 fős keret.
A pályára lépések és gólok száma a  Peru elleni 2019. június 9-én mérkőzés után lett frissítve.
| Szám | Poszt | Név              | Születési dátum / Kor          | Válogatottság | Gólok | Klub               |
| ---- | ----- | ---------------- | ------------------------------ | ------------- | ----- | ------------------ |
| 1    | K     | David Ospina     | 1988. augusztus 31. (36 éves)  | 97            | 0     | Napoli             |
| 12   | K     | Camilo Vargas    | 1989. március 9. (36 éves)     | 6             | 0     | Deportivo Cali     |
| 22   | K     | Álvaro Montero   | 1995. március 29. (30 éves)    | 1             | 0     | Deportes Tolima    |
| 2    | V     | Cristián Zapata  | 1986. szeptember 30. (38 éves) | 57            | 2     | Milan              |
| 3    | V     | Stefan Medina    | 1992. június 14. (32 éves)     | 14            | 0     | Monterrey          |
| 4    | V     | Santiago Arias   | 1992. január 13. (33 éves)     | 50            | 0     | Atlético de Madrid |
| 6    | V     | William Tesillo  | 1990. február 2. (35 éves)     | 7             | 1     | León               |
| 13   | V     | Yerry Mina       | 1994. szeptember 23. (30 éves) | 19            | 6     | Everton            |
| 17   | V     | Cristian Borja   | 1993. február 18. (32 éves)    | 3             | 0     | Sporting           |
| 21   | V     | Jhon Lucumí      | 1998. június 26. (26 éves)     | 1             | 0     | Genk               |
| 23   | V     | Dávinson Sánchez | 1996. június 12. (28 éves)     | 21            | 0     | Tottenham Hotspur  |
| 5    | KP    | Wílmar Barrios   | 1993. október 16. (31 éves)    | 22            | 0     | Zenit              |
| 8    | KP    | Edwin Cardona    | 1992. december 8. (32 éves)    | 35            | 5     | Pachuca            |
| 10   | KP    | James Rodríguez  | 1991. július 12. (33 éves)     | 73            | 22    | Bayern Münchenh    |
| 11   | KP    | Juan Cuadrado    | 1988. május 26. (36 éves)      | 81            | 8     | Juventus           |
| 15   | KP    | Mateus Uribe     | 1991. március 21. (34 éves)    | 19            | 2     | América            |
| 16   | KP    | Jefferson Lerma  | 1994. október 25. (30 éves)    | 12            | 0     | Bournemouth        |
| 18   | KP    | Gustavo Cuéllar  | 1992. október 14. (32 éves)    | 6             | 0     | Flamengo           |
| 7    | CS    | Duván Zapata     | 1991. április 1. (34 éves)     | 10            | 2     | Atalanta           |
| 9    | CS    | Radamel Falcao   | 1986. február 10. (39 éves)    | 86            | 34    | Monaco             |
| 14   | CS    | Luis Díaz        | 1997. január 13. (28 éves)     | 5             | 1     | Junior             |
| 19   | CS    | Luis Muriel      | 1991. április 16. (33 éves)    | 27            | 3     | Fiorentina         |
| 20   | CS    | Roger Martínez   | 1994. június 23. (30 éves)     | 10            | 2     | América            |

## Válogatottsági rekordok
Az adatok 2017. január 15-ei állapotoknak felelnek meg.
- A még aktív játékosok félkövérrel vannak megjelölve.

### Legtöbbször pályára lépett játékosok

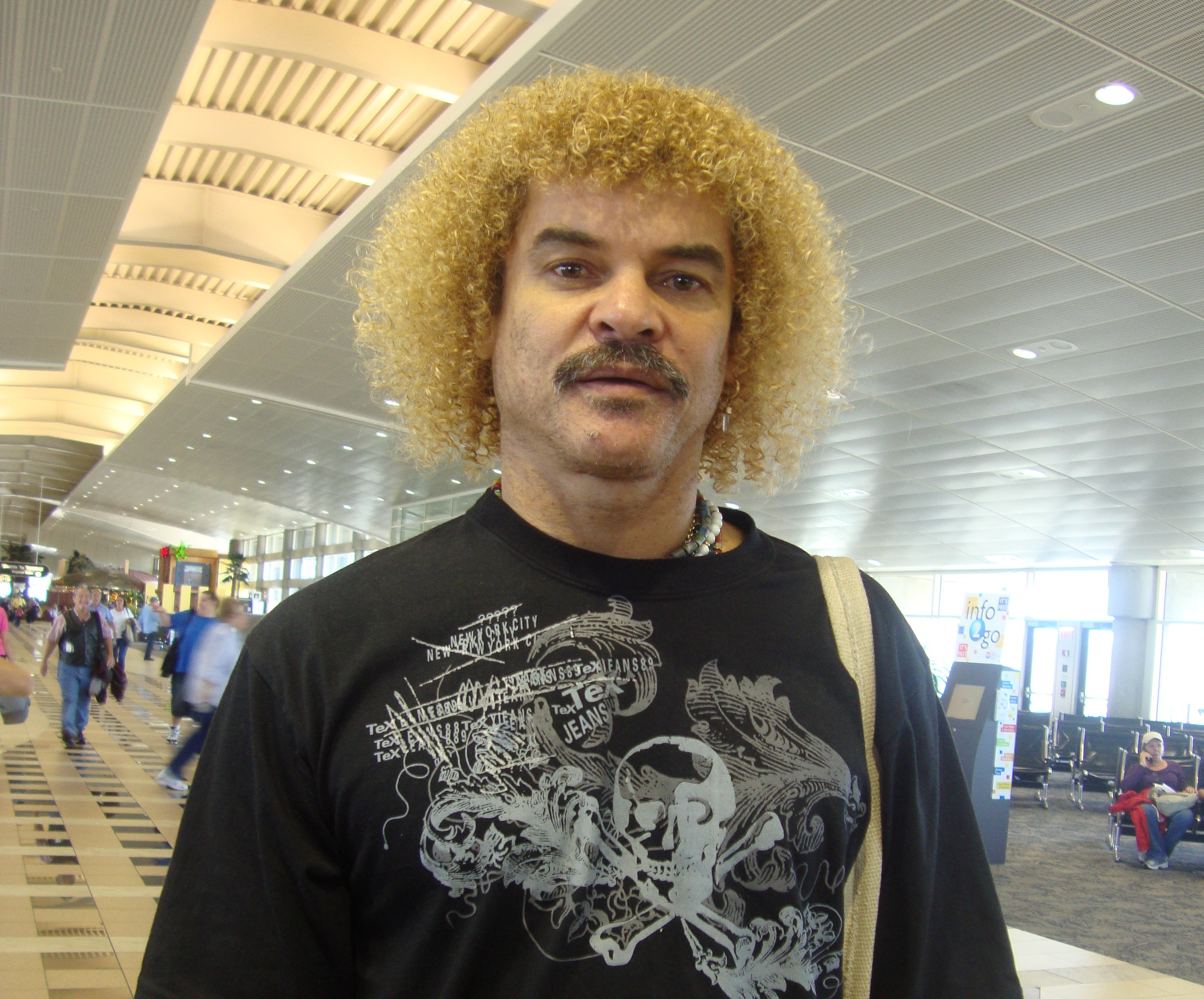
Carlos Valderrama a válogatottsági rekorder 111 mérkőzéssel.

| #  | Játékos             | Időszak   | Vál. | Gól |
| -- | ------------------- | --------- | ---- | --- |
| 1  | Carlos Valderrama   | 1985–1998 | 111  | 11  |
| 2  | Mario Yepes         | 1999–2014 | 102  | 6   |
| 3  | Leonel Álvarez      | 1985–1997 | 101  | 1   |
| 4  | Freddy Rincón       | 1990–2001 | 84   | 17  |
| 5  | Luis Carlos Perea   | 1987–1994 | 78   | 2   |
| 6  | David Ospina        | 2007–     | 75   | 0   |
| 7  | Carlos Sánchez      | 2007–     | 73   | 0   |
| 7  | Iván Córdoba        | 1997–2010 | 73   | 5   |
| 7  | Óscar Córdoba       | 1993–2006 | 73   | 0   |
| 10 | Luis Amaranto Perea | 2003–2014 | 72   | 0   |

### Legtöbb gólt szerző játékosok

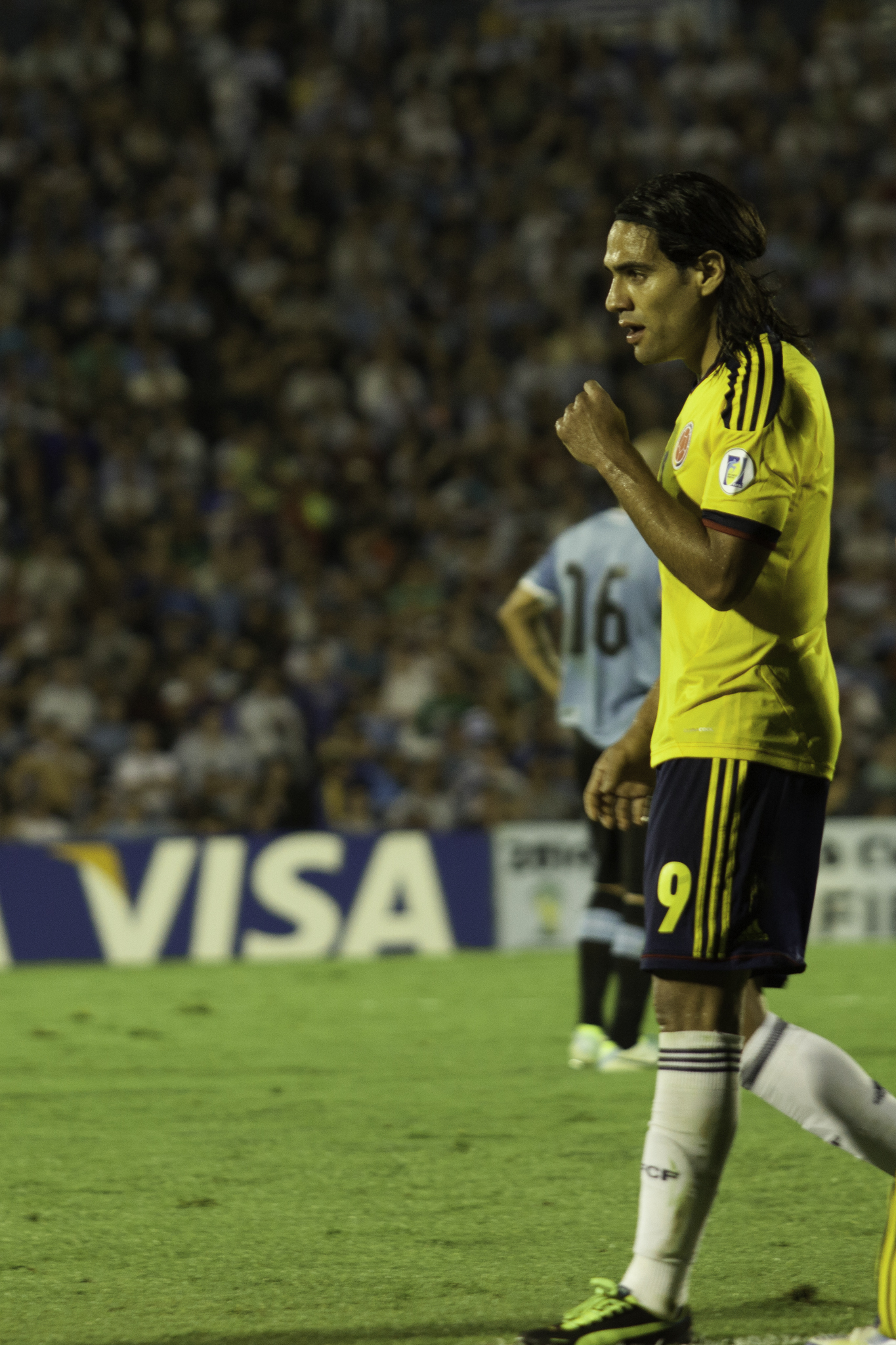
Radamel Falcao 25 góllal a kolumbiai válogatott legeredményesebb játékosa.

| # | Játékos            | Időszak   | Gól | Vál. | Átlag |
| - | ------------------ | --------- | --- | ---- | ----- |
| 1 | Radamel Falcao     | 2007–0    | 25  | 64   | 0,390 |
| 1 | Arnoldo Iguarán    | 1979–1993 | 25  | 68   | 0,368 |
| 3 | Faustino Asprilla  | 1993–2001 | 20  | 57   | 0,351 |
| 4 | James Rodríguez    | 2011–0    | 17  | 52   | 0,327 |
| 4 | Freddy Rincón      | 1990–2001 | 17  | 84   | 0,202 |
| 6 | Teófilo Gutiérrez  | 2009–0    | 15  | 48   | 0,313 |
| 6 | Víctor Aristizábal | 1993–2003 | 15  | 66   | 0,227 |
| 8 | Adolfo Valencia    | 1992–1998 | 14  | 37   | 0,378 |
| 9 | Iván Valenciano    | 1991–2000 | 13  | 29   | 0,448 |
| 9 | Carlos Bacca       | 2010–0    | 13  | 38   | 0,342 |
| 9 | Antony de Ávila    | 1983–1998 | 13  | 54   | 0,241 |

### Ismert játékosok
- Carlos Valderrama
- Faustino Asprilla
- Leonel Álvarez
- Andrés Escobar
- Freddy Rincón
- Óscar Córdoba
- Luis Carlos Perea
- Arnoldo Iguarán
- Mario Yepes
- René Higuita
- Iván Córdoba
- Alexis Mendoza
- Willington José Ortiz
- Adolfo Valencia
- Iván Valenciano
- Antony de Ávila
- Faryd Mondragón
- Fabián Vargas
- Radamel Falcao
- Jackson Martínez
- James Rodríguez

## Szövetségi kapitányok
- Alfonso Novoa 1938. február 10.–1938. február 23.
- Fernando Paternoster 1938. augusztus 8.–1938. augusztus 21.
- Roberto Meléndez 1945. január 21.–1945. február 21.
- José Arana Cruz 1946. december 9.–1946. december 20.
- Lino Taioli 1947. december 2.–1947. december 29.
- Pedro López 1957. március 16.–1957. április 1.
- Rafael Orlandi 1957. június 16.–1957. július 7.
- Adolfo Pedernera 1961. február 5.–1962. június 7.
- Gabriel Ochoa Uribe 1963. március 10.–1963. március 31.
- Efraín Sánchez 1963. szeptember 1.–1963. szeptember 4.
- Antonio Julio de la Hoz 1965. június 20.–1965. augusztus 7.
- Cesar López Fretes 1966. november 30.–1966. december 11.
- Francisco Zuluaga 1968. október 16.–1969. augusztus 24.
- Cesar López Fretes 1970. május 20.–1970. május 20.
- Todor Veselinović 1972. március 29.–1973. július 5.
- Efraín Sánchez 1975. július 20.–1975. október 28.
- Blagoja Vidinić 1976. október 15.–1979. szeptember 5.
- Carlos Bilardo 1980. január 5.–1981. szeptember 13.
- Efraín Sánchez 1983. február 14.–1984. október 11.
- Gabriel Ochoa Uribe 1985. február 1.–1985. november 3.
- Francisco Maturana 1987. június 11.–1990. június 23.
- Luis Augusto García 1991. január 29.–1991. július 21.
- Humberto Ortíz 1992. július 8.–1992. augusztus 2.
- Francisco Maturana 1993. február 24.–1994. június 26.
- Hernán Darío Gómez 1995. január 31.–1998. június 26.
- Javier Alvarez 1999. február 9.–1999. november 19.
- Luis Augusto García 2000. december 12.–2001. április 24.
- Francisco Maturana 2001. június 3.–2001. november 14.
- Reinaldo Rueda 2002. május 7.–2002. május 12.
- Francisco Maturana 2002. október 20.–2003. november 19.
- Reinaldo Rueda 2004. február 18.–2006. november
- Jorge Luis Pinto 2007. január–2008. szeptember
- Eduardo Lara Lozano 2008. szeptember–2009. november
- Hernán Darío Gómez 2010. május 4.–2011. augusztus 22.
- Leonel Álvarez 2011. augusztus 25.–2011. december 14.
- José Pékerman 2012. január 4.–2018. szeptember 4.
- Arturo Reyes 2018–2018
- Carlos Queiroz 2019–2020
- Reinaldo Rueda 2021–2022